# Eridano (Grecia)

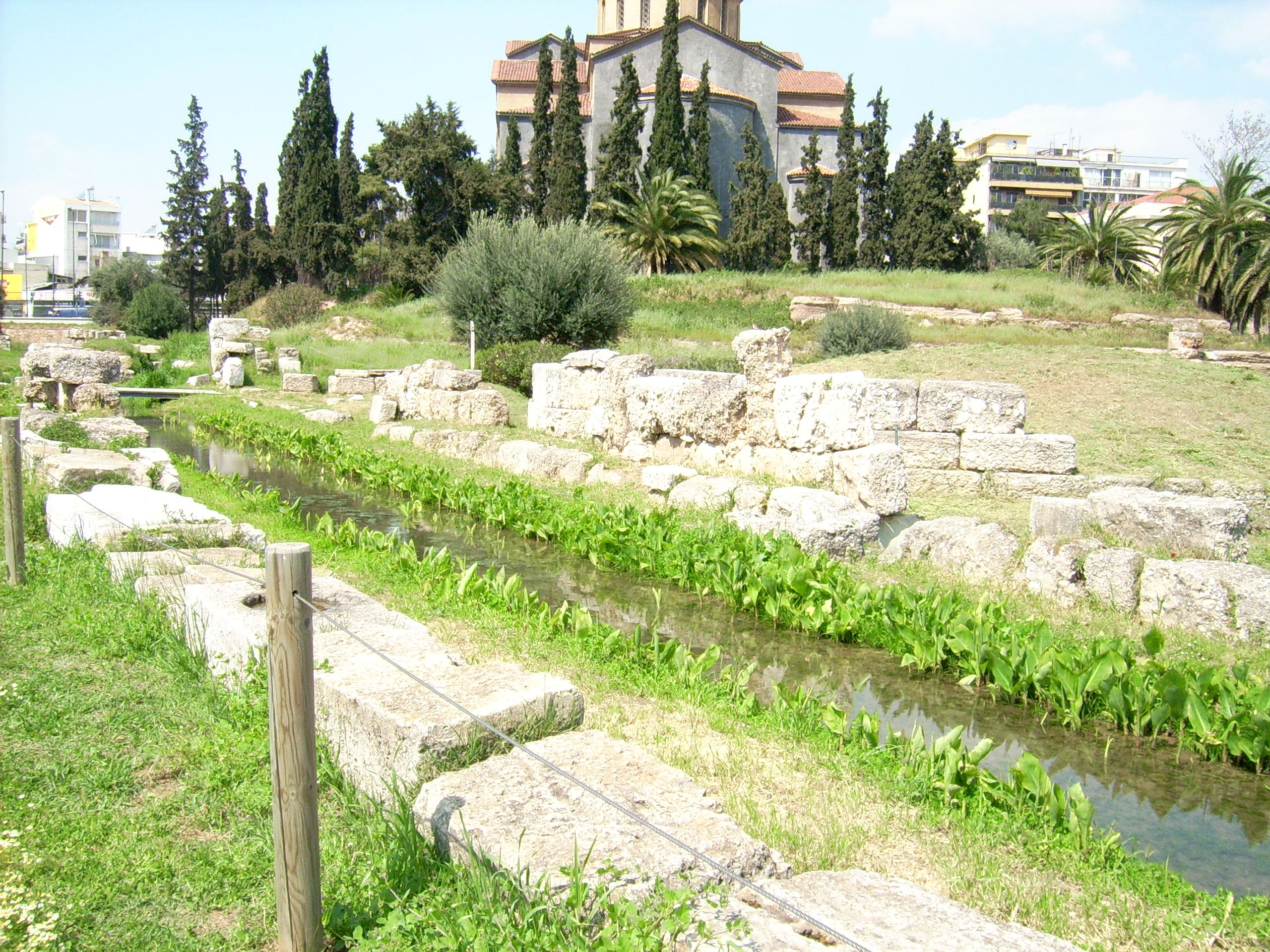
L'Eridano presso il Ceramico

L'Eridano è un ruscello situato a nord-ovest dell'acropoli di Atene, in Grecia.

## Descrizione
Nasce da una sorgente ai piedi del colle del Licabetto e attraversa l'Agorà dell'antica Atene fino al sito archeologico del Ceramico, dove il suo letto è ancora visibile. Il suo corso è stato per la maggior parte coperto fin dall'antichità, e rimaneva visibile solo al di fuori delle antiche mura nel quartiere del Ceramico.
Il corso d'acqua è stato riscoperto alla fine degli Anni 1990, durante gli scavi per la metropolitana di Atene: le sue acque a volte hanno causato notevoli problemi di erosione del suolo sotterraneo, creando preoccupazioni per la stabilità dei soprastanti edifici, tra cui la Cattedrale metropolitana dell'Annunciazione.
A causa dei lavori della metropolitana, il suo flusso stagionale attraverso il cimitero del Ceramico è stato inavvertitamente interrotto dagli scavi e le sue acque reindirizzate verso un nuovo percorso sotterraneo.

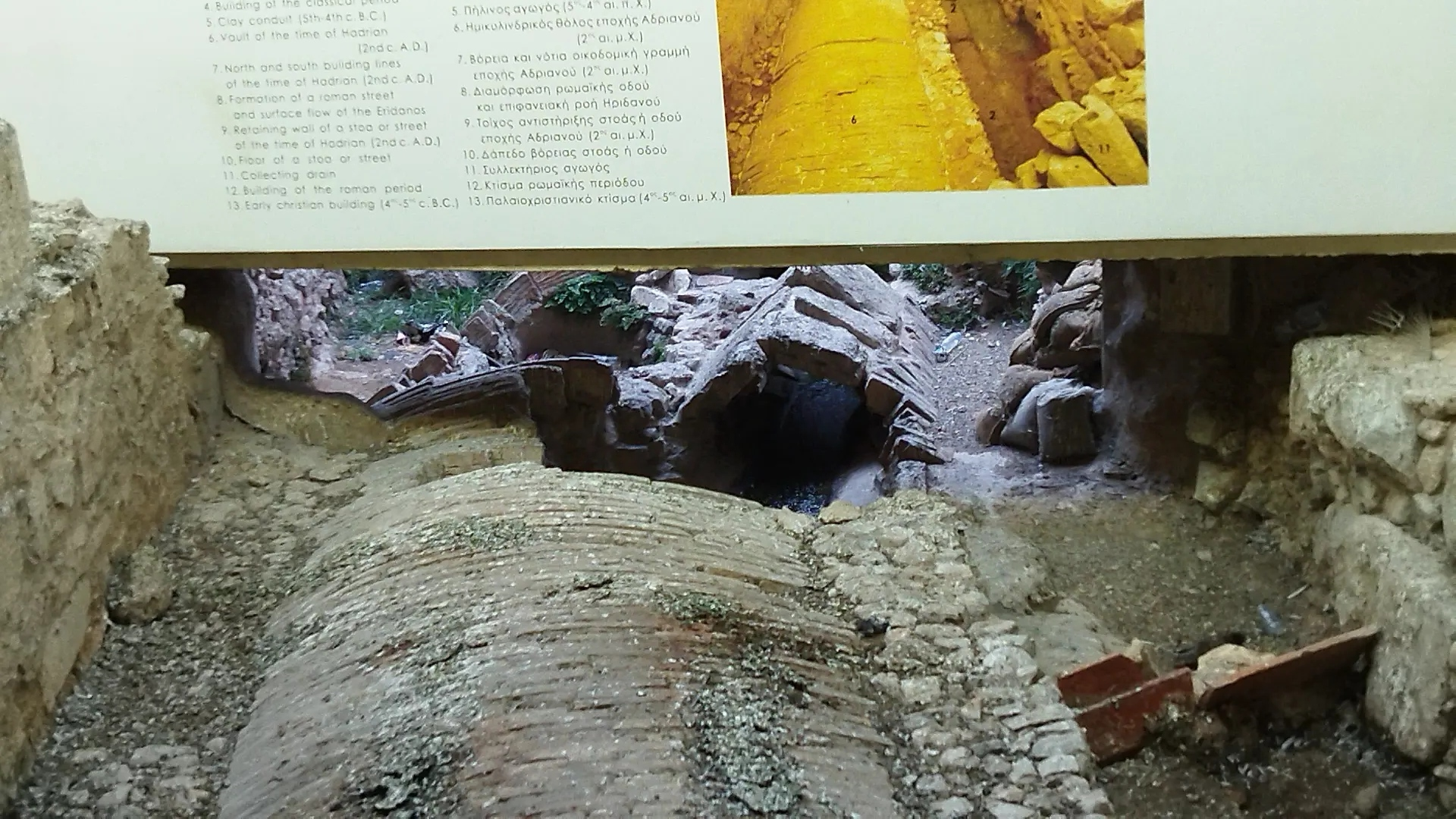
Il tunnel di mattoni che ricopriva il fiume Eridano nei pressi della stazione della metropolitana di Monastiraki

Fin dall'epoca classica era stato coperto con un tunnel in muratura, e la muratura era stata riparata almeno due volte, ai tempi dell'impero romano e nei primi anni dell'epoca bizantina. Una porzione del letto del fiume e del tunnel di mattoni è ora visibile nei pressi della stazione della metropolitana di Monastiraki.